# Ted Koppel's big night out
Ted Koppel's big night out es el 74to episodio de la serie de televisión norteamericana Gilmore Girls.

## Resumen del episodio
Richard almuerza con Rory y Paris en Yale, y les presenta a su amigo, el profesor Asher Fleming; durante la cena del viernes, Lorelai ve que Rory comenta con sus abuelos sobre el juego entre Harvard y Yale del día siguiente, y dice a todos que quiere ir. Así, Emily y Richard se ven obligados a cancelarle la invitación a uno de sus amigos para darle cupo a Lorelai. En Stars Hollow, Luke contrata a un muchacho para que trabaje en su restaurante, sin embargo, todo el pueblo está disgustado pues el muchacho no es nada cuidadoso en el aseo y deciden ir a almorzar a otro lado. En el día del juego, mientras que Emily se molesta cuando Lorelai vino vestida con los colores de Harvard y Paris sigue intentando conseguir una entrevista con Asher Fleming, los Gilmore disfrutan del juego y de toda la celebración. Sin embargo, cuando Pennilyn Lott, la exnovia de Richard, aparece y le pregunta a Lorelai por el Dragonfly, Richard se ve obligado de confesarle a Emily que desde que se casaron, se ha reunido para cenar con ella dos veces al año. Emily le echa a Lorelai la culpa de lo sucedido, entonces ella decide salir con Jason; sin embargo ambos se aburren en el restaurante y la pasan comprando en un supermercado. Acabado el juego, Rory descubre a Paris besándose con Asher Fleming.
- Datos: Q5637589